# 難波京
難波京（なにわきょう、なにわのみやこ）は、古代日本において難波（現在の大阪府大阪市）の地に設営された都城である。飛鳥時代に日本初の首都として前期難波宮が設置され、後の奈良時代に設置された後期難波宮と合わせて京として実質を伴ったとする見解が有力である。

## 沿革
古代の主要交通路だった瀬戸内海の東端に位置する難波には古くから倭国王の王宮が営まれており、古墳時代、仁徳天皇が最初に難波 (なにわ) に宮を置いたとする伝承があり（難波高津宮、なにわのたかつのみや、『日本書紀』）、飛鳥時代、孝徳天皇が難波長柄豊埼宮を設けた。天武天皇は683年（天武天皇12年）に「凡そ都城宮室は一処にあらず、必ず両参を造らん。故に先ず難波を都とせんと欲す。」と詔して難波を例外な双京の都とし、677年（天武天皇6年）に丹比公麻呂が摂津職大夫となっていたのを正式に京官摂津職とし、これを配した。難波京は、たびたび遷都により相対する京が転じる中で継続的に維持され続けた。
奈良時代前期の726年（神亀3年）、聖武天皇が藤原宇合に命じ、難波宮に瓦葺の離宮を造営した。744年（天平16）には恭仁京から難波京への遷都が実施された。発掘調査によれば、奈良時代の後期難波宮周辺には正東西南北方位（正方位）にのびる溝が広い範囲で多数検出されており、建物跡も正方位に築かれたものが多い。さらに、溝からは墨書土器を含む多数の土器が出土しており、相当数の人間が生活していたことが想定されている。また、官人へ宅地を支給したとする記録もある（『続日本紀』）。難波京想定地は都市化が進んでいることから発掘は困難を極めており、近年になり発見が相次いでいる。2010年には天王寺区上町遺跡において後期難波宮の条坊に架かっていた橋の橋脚の痕跡が発見され、2013年には四天王寺から南へ500メートル地点の想定される難波京の南端において大規模な建物群跡を発見した。2014年には前期難波宮の朱雀門跡（1993年発見）から南に約140メートルの地点に、朱雀大路の側溝が発見された。
聖武天皇は遷都の翌年745年に再び平城京に座を遷るが、その後も陪都として、また遣唐使や海運の港として外交物流において栄えた。その後、平城京から長岡京、長岡京から平安京への遷都を行った後、793年に摂津職を廃して摂津国府に転じ、朝廷直轄116年の歴史の幕を閉じた。